# Cəlal Süleymanov
Cəlal Süleymanov (ur. 15 sierpnia 1986) – azerski zapaśnik walczący w stylu wolnym. Zajął trzecie miejsce w Pucharze Świata w 2015. Brązowy medalista ME juniorów w 2005 roku.